# Vaal
A Vaal (kiejtése: [ˈfɑːl]) a Dél-afrikai Köztársaságban található Oranje legnagyobb mellékfolyója. A folyó forrása a mpumalangai Drakensberge-hegységben található; Johannesburgtól keletre, Ermelo városától körülbelül 30 kilométerre északra, és az Indiai-óceántól mindössze 240 kilométerre. Nyugati irányban folyik egészen Észak-Fokföld tartományig, ahol Kimberleytől délnyugatra az Oranje-be torkollik. Hossza 1120 kilométer. A Vaal alkotja Mpumalanga, Gauteng és Északnyugat tartományok déli, valamint Szabadállam (Free State) északi határát. A Vaal völgyében található a Föld legnagyobb, igazoltan becsapódásos eredetű krátere, a Vredefort-kráter.
A Vaal a Dél-afrikai Köztársaság egyik legfontosabb folyója. A Vaalból kivett víz látja el Johannesburg környékének (Greater Johannesburg Metropolitan Area) és Szabadállam (Free State) nagy részének ipari szükségleteit. A Vaal-Harts rendszer részeként, a Vaal az öntözéshez felhasznált víz fő forrása. A kivett víz 12 millió fogyasztót lát el Gautengben, és annak környékén.
A Vaal folyó alkotta az I. Moshoeshoe vezette sotho királyság északi határát, annak fénykorában, a 19. század közepén. Később két búr köztársaság - a Transvaal Köztársaság (később Transvaal tartomány) és az Oranje Szabadállam - határa lett. A "Transvaal" földrajzi elnevezés is a folyó nevéből származik, jelentése "a Vaal folyón túl"; mivelhogy az európai telepesek által lakott területek, Fokföld és Natal a Vaaltól délre feküdtek.
A Vaal egy holland (később afrikaans) név; amelyet a griquák vagy a búrok fordítottak le a korábbi Kora Khoikhoi törzs Tky-Gariep szavából (kiejtése: [/hei !garib], sárgásszürke folyó). Mind a Vaal, mind a Tky szó jelentése sárgásszürke, sápadt; amely utal a víz színére, különösen az áradások idején, amikor a folyó sok iszapot hordoz. A folyó felső szakaszán más elnevezése is volt: Likwa (Sindebele), Ikwa (isiZulu), ilikwa (siSwati), lekwa (sesotho), vagy cuoa (Khoikhoi); valamennyi a síkságra utal, amelyen a Vaal áthalad.
Mellékfolyói a Harts, Vals, Waterval, Bamboes Spruit, Blesbokspruit, Mooi, Vet, Renoster, Riet, Wilge

## Fordítás
Ez a szócikk részben vagy egészben  a   Vaal River című angol Wikipédia-szócikk ezen változatának fordításán alapul.  Az eredeti cikk szerkesztőit annak laptörténete sorolja fel. Ez a jelzés csupán a megfogalmazás eredetét és a szerzői jogokat jelzi, nem szolgál a cikkben szereplő információk forrásmegjelöléseként.

## Külső hivatkozások
- A Wikimédia Commons tartalmaz Vaal folyó témájú kategóriát.
- Parys.info
- Parys on the Vaal
- Vaal Meander
- Vaal River Cruises
- Vaal River Properties Archiválva 2017. július 8-i dátummal a Wayback Machine-ben
- Vaal de Grace Estate
- University Campus on banks of Vaal river